# Суиксуська сільська адміністрація
Суиксу́ська сільська адміністрація (каз. Суықсу ауылдық әкімдігі, рос. Суыксуская сельская администрация) — адміністративна одиниця у складі Бухар-Жирауського району Карагандинської області Казахстану. Адміністративний центр та єдиний населений пункт — село Суиксу.
Населення — 126 осіб (2021; 378 у 2009, 539 у 1999, 843 у 1989).
Станом на 1989 рік існувала Суиксуська сільська рада (село Суиксу). 2010 року Суиксуський сільський округ перетворено в сільську адміністрацію.